# Amos Perlmutter
Amos Perlmutter (19??, Białystok – 12. června 2001, Washington, D.C.) byl americký politolog, spisovatel, vysokoškolský pedagog a blízkovýchodní komentátor. Byl autorem patnácti knih a četných článků a esejí o Blízkém východě a americké zahraniční a bezpečnostní politice. Od roku 1972 byl profesorem politologie a sociologie na American University ve Washingtonu.

## Biografie
Narodil se v Białystoku v meziválečné druhé Polské republice a vyrůstal v britské mandátní Palestině. Dlouhá léta žil v Izraeli, za nějž bojoval ve třech arabsko-izraelských válkách: izraelské válce za nezávislost v roce 1948, sinajské válce v roce 1956 a jomkipurské válce v roce 1973. Než přesídlil do Spojených států, pracoval v Izraeli jako komisař pro atomovou energii, politický poradce náčelníka Generálního štábu izraelské armády a člen izraelské delegace při Organizaci spojených národů.
Ve Spojených státech studoval na Kalifornské univerzitě v Berkeley, kde získal bakalářský, magisterský a doktorský titul z politologie. Od roku 1972 byl profesorem politologie na American University ve Washingtonu. Mimo to působil v letech 1982 až 1990 jako pomocný profesor na School of Advanced International Studies při Johns Hopkinsově univerzitě.
Mimo psaní literatury faktu a pedagogické činnosti působil jako zástupce šéfredaktora periodika Journal of Strategic Studies. Svými komentáři, články a esejemi přispíval do řady světových deníků, mezi něž patřili ve Spojených státech The New York Times, The Washington Post, Los Angeles Times, The Wall Street Journal a The Times of London, v Izraeli Ma'ariv a Haaretz, a v Německu Der Tagespiegel. Jako blízkovýchodní politický komentátor se též objevoval na televizních stanicích PBS a ABC.
Zemřel ve věku 69 let na zdravotní komplikace v důsledku rakoviny.

## Dílo
Mezi jeho dílo patří například:
- Making the World Safe for Democracy: A Century of Wilsonianism and Its Totalitarian Challengers. University of North Carolina Press, 1997
- The War Policies of F.D.R., 1943-1945. University of Missouri Press, 1993
- F.D.R. and Stalin: A Not So Grand Alliance, 1943-1945. University of Missouri Press, 1993
- The Life and Times of Menachem Begin. Doubleday, 1987 – biografie izraelského premiéra Menachema Begina
- Political Roles and Military Rulers. Routledge, 1981
- The Military and Politics in Modern Times. Yale University Press, 1977
- Egypt: The Praetorian State. Transaction Publishers, 1974